# Bedros Keresteciyan
Bedros Keresteciyan (en armenio: Պետրոս Քերեսթեճեան, Constantinopla, 1840 – 27 de febrero de 1909) fue un lingüista, periodista, traductor y escritor armenio-otomano, quién es conocido por redactar el primer diccionario etimológico de la lengua turca.

## Biografía
De ascendencia armenia, Bedros Keresteciyan nació en Constantinopla de una familia proveniente de Kayseri. Su padre Krikor era un leñador, razón por la que poseía el apellida "Keresteciyan", que significa ''leñador''. Bedros asistió a la Escuela armenio-siberiana de Besiktas. Posteriormente se trasladó hacia Esmirna, en donde asistió a la Escuela Armenia Mesrobian y después ingresó a una escuela inglesa local. Tras sus estudios en Turquía, Bedros continuó con sus estudios en el extranjero en París. Luego viajó a Inglaterra, en donde estudió y aprendió italiano. Tras regresar a Turquía, Bedros se convirtió en el gerente de la Oficina de Comunicaciones Exteriores hasta 1880. Siendo un políglota en 10 idiomas y un especialista en asuntos financieros y económicos, Bedros enseñó a su sobrino Berç Keresteciyan en estas áreas. Se convirtió en el periodista jefe del periódico Tercuman-i Ahval. Posteriormente ejerció como gerente de la Oficina de Traducciones del Ministerios de Finanzas hasta su muerte en 1907.

## Obra
En Londres en 1891, Bedros publicó un libro sobre los orígenes del idioma francés llamado Glanures étymologiques des mots francais: d'origine inconnue ou douteuse (Perspectivas etimológicas de palabras francesas: origen dudoso o desconocido). En 1900, Keresteciyan publicó un diccionario turco-francés. Con la ayuda de su sobrino Haig, en 1912 se publicó póstimamente Quelques matériaux vierte un dictionnaire etymologique de la langue Turque (Algunos materiales para un diccionario etimológico de la lengua turca) en Londres, y está considerado como el primer diccionario etimológico sobre el idioma turco. También se publicó póstumamente en 1945 su Estudio filológico y lexicográfico de 6000 palabras y comparaciones de nombres armenios con 100 000 palabras, 900 idiomas, y datos históricos y geográficos, el cual examinaba los orígenes del idioma armenio.